# Super Bowl LIII
El Super Bowl LIII fue la 53.ª final de la NFL y 49.ª de la era moderna. Definió al campeón de la temporada 2018 de la NFL el cual fue New England Patriots derrotando 13-3 a Los Angeles Rams. El partido se jugó el 3 de febrero de 2019, en el Mercedes-Benz Stadium de la Ciudad de Atlanta, Georgia, Estados Unidos, a las 6:30 p. m. (tiempo del Este). Este fue la tercera ocasión que el Super Bowl se celebró en Atlanta, después de haber acogido el Super Bowl XXVIII, en 1994, y el Super Bowl XXXIV, en el 2000. La final fue televisada por la CBS Sports y ESPN Deportes en Estados Unidos, #Vamos de Movistar+ en España, Televisa y TV Azteca en México, y por ESPN y Fox Sports en Latinoamérica.
El partido fue poco vistoso para el espectador debido a que se cometieron errores ofensivos por ambos equipos y las defensas prevalecían frente a los ataques, por lo que se convirtió en el Super Bowl con la menor cantidad de puntos anotados en la historia. Así se fue al descanso, con un marcador 0-3, que es el más escaso desde el Super Bowl IX. Finalmente, a 8 minutos para terminar el partido, una jugada de los Patriots deshace el empate a 3 que había hasta entonces, así New England gana su 6º Super Bowl.
El espectáculo de medio tiempo fue encabezado por la banda Maroon 5 en compañía de los raperos Travis Scott y Big Boi. La actuación fue ampliamente criticada, siendo descrita como «aburrida» y con varios medios considerándola una de las peores en la historia.

## Proceso de selección de acogida
El 19 de mayo de 2015, la liga anunció los cuatro estadios finalistas que competirían para albergar las Super Bowls LIII en 2019, LIV en 2020 y LV en 2021. Los dueños de la NFL votaron la candidatura de estos estadios el 24 de mayo de 2016. En una primera ronda de votación determinaron cuál sería el anfitrión del Super Bowl LIII, la segunda ronda designarían la ubicación del Super Bowl LIV, y la tercera ronda sería destinada para decidir qué ciudad albergaría el Super Bowl LV.
Los cuatro estadios finalistas, todos del sureste de Estados Unidos, son los siguientes:
- Mercedes-Benz Stadium, Atlanta, Georgia: primera candidatura de este estadio que se estrenó en 2017. La ciudad acogió dos Super Bowls, siendo el Super Bowl XXXIV como el más reciente, jugado en el 2000.
- New Miami Stadium, Miami Gardens, Florida: el sur de Florida acogió 10 Super Bowls, siendo el Super Bowl XLIV como el más reciente, jugado en el 2010.
- Mercedes-Benz Superdome, Nueva Orleans, Luisiana: Nueva Orleans acogió 10 Super Bowls, siendo el Super Bowl XLVII como el más reciente, jugado en el 2013.
- Raymond James Stadium, Tampa, Florida: Tampa acogió 4 Super Bowls, siendo el Super Bowl XLIII como el más reciente, jugado en el 2009.

El estadio Mercedes-Benz fue elegido para alojar la Super Bowl LIII en la reunión de los dueños de la NFL el 24 de mayo de 2016.
Tras esta votación, se decidió el siguiente orden para los siguientes Super Bowls:
- Super Bowl LIV (2020): en la ciudad de Miami Gardens, Florida, en el Hard Rock Stadium.[13]

- Super Bowl LV (2021): en la ciudad de Tampa, Florida, en el Raymond James Stadium.[14]

- Super Bowl LVI (2022): en la ciudad de Los Ángeles, California, en el SoFi Stadium.[15]

## Equipos
En la final de conferencia de la NFC, Los Angeles Rams vencieron a los New Orleans Saints por 26 a 23 en tiempo suplementario en el Mercedes-Benz Superdome. Por su parte, los New England Patriots se impusieron en la final de conferencia de la AFC a los locales Kansas City Chiefs por 37 a 31 en un juego que también se extendió a la prórroga. Así, los New England Patriots accedieron a jugar su undécimo Super Bowl y el tercero en forma consecutiva.

## Desarrollo
| Cuarto           | T. restante      | Equipo               | Jugada                                                                         | Duración         | Rams | Patriots |
| ---------------- | ---------------- | -------------------- | ------------------------------------------------------------------------------ | ---------------- | ---- | -------- |
| 2                | 13:58            | New England Patriots | Field goal (7 jugadas, Stephen Gostkowski, 42 yardas)                          | 3:29             | 0    | 3        |
| Descanso         |                  |                      |                                                                                |                  |      |          |
| 3                | 6:33             | Los Angeles Rams     | Field Goal (10 jugadas, Greg Zuerlein, 53 yardas)                              | 4:22             | 3    | 3        |
|                  |                  |                      |                                                                                |                  |      |          |
| 4                | 9:49             | New England Patriots | Touchdown (5 jugadas, Sony Michel carrera de 2 yardas); punto extra, es bueno. | 2:49             | 3    | 10       |
| 4                | 4:17             | New England Patriots | Field Goal (9 jugadas, Stephen Gostkowski, 42 yardas)                          | 3:05             | 3    | 13       |
| Puntuación final | Puntuación final | Puntuación final     | Puntuación final                                                               | Puntuación final | 3    | 13       |

## Espectáculo de medio tiempo
El espectáculo musical en el descanso corrió a cargo de Maroon 5, Travis Scott, y Big Boi. Durante el espectáculo se presentó un segmento del capítulo Band Geeks de la serie Bob Esponja como homenaje al creador de la serie, Stephen Hillenburg, quien había fallecido unos meses atrás. La actuación fue duramente criticada por la prensa.